# Liste von Persönlichkeiten der Stadt Kaunas
Die folgende Liste enthält Personen, die in der litauischen Stadt Kaunas geboren wurden, sowie solche, die zeitweise dort gelebt und gewirkt haben. Die Liste erhebt keinen Anspruch auf Vollständigkeit.

## In Kaunas geborene Persönlichkeiten

### Bis 1900
- Stanislaw Czerniewicz (1728–1785), Generalvikar der Societas Jesu in Russland
- Ludwig Adolf Friedrich zu Sayn-Wittgenstein-Sayn (1799–1866), Feldmarschall in Russland
- Abraham Mapu (1808–1867), hebräischer Schriftsteller
- Oskar Minkowski (1858–1931), bedeutender Mediziner
- Hermann Minkowski (1864–1909), deutscher Mathematiker und Physiker
- Boris Schatz (1866–1932), jüdischer Künstler, Gründer der Bezalel-Akademie
- Emma Goldman (1869–1940), US-amerikanische Anarchistin
- Lydia Rabinowitsch-Kempner (1871–1935), deutsche Mikrobiologin
- Louis Ginzberg (1873–1953), jüdischer Gelehrter in den Vereinigten Staaten
- Jāzeps Mediņš (1877–1947), lettischer Komponist
- Serge Sandberg (1879–1981), französischer Filmproduzent
- Abram Deborin (1881–1963), sowjetischer Philosoph
- Helene Chatzkels (1882–1973), jiddische Pädagogin und Autorin in Kaunas
- Barnett Janner (1892–1982), englischer Politiker
- Rosalija Schor (1894–1939), sowjetische Sprachwissenschaftlerin und Literaturhistorikerin
- Warwara Stepanowa (1894–1958), russische Malerin
- Antonietta Raphaël (1895–1975), italienische Bildhauerin und Malerin
- Ben Shahn (1898–1969), US-amerikanischer Maler und Grafiker
- Hansas Gecas (1899–unbekannt), Fußballspieler
- Wladimir Tschischewski (1899–1972), russischer Luftfahrtingenieur
- Ludwig Wagner (1899–1967), tschechoslowakischer Politiker deutscher Nationalität
- Rapolas Čarnas (1900–1926), kommunistischer Jugendfunktionär und Politiker

### 1901 bis 1950
- Herzl Rosenblum (1903–1991), israelischer Journalist und Politiker
- Stasys Sabaliauskas (1905–1927), Fußball-, Basketballspieler und Leichtathlet
- Motiejus Šumauskas (1905–1982), Politiker; Vorsitzender des Ministerrates der Litauischen SSR von 1956 bis 1967
- Emmanuel Levinas (1906–1995), französischer Philosoph
- Vytautas Stašinskas (1906–1967), Fußballtorhüter und Diplomat
- Leonas Efišovas (1907–?), Fußballspieler
- Shmuel Gordon (1909–1998), Schriftsteller des Jiddischen
- Zalman Grinberg (1912–1983), litauisch-amerikanischer Arzt
- Nina von Stauffenberg (1913–2006), Ehefrau des NS-Widerstandskämpfers
- Jonas Bužinskas (1917–1948), Fußballspieler
- Lia Frank (1921–2012), deutsche Schriftstellerin
- Fania Brancovskaja (1922–2024), Partisanin und Holocaust-Überlebende
- Žibuntas Mikšys (1923–2013), litauisch-amerikanischer Druckgraphiker und Schriftsteller
- Ane (* 1924), deutscher Zeichner und Karikaturist
- Donatas Banionis (1924–2014), Schauspieler
- David Borwein (1924–2021), kanadischer Mathematiker
- Mosche Arens (1925–2019), israelischer Politiker, Minister
- Dov Levin (1925–2016), litauisch-israelischer Historiker
- Jacques Sernas (1925–2015), litauisch-französischer Schauspieler
- Valdas Adamkus (* 1926), Präsident von Litauen
- Zwi Katz (1927–2024), Holocaust-Überlebender und Buchautor
- Aušra Augustinavičiūtė (1927–2005), Gründerin der Sozionik
- Dalia Grinkevičiūtė (1927–1987), Ärztin und Schriftstellerin
- Jonas Gricius (1928–2021), Kameramann
- Abba Naor (* 1928), Holocaust-Überlebender
- Algimantas Nasvytis (1928–2018), Architekt und Politiker
- Irena Veisaitė (1928–2020), Holocaust-Überlebende, Literatur- und Theaterwissenschaftlerin
- Leonardas Zelčius (1928–2015), Schauspieler
- Kazimieras Motieka (1929–2021), Jurist, Rechtsanwalt, Politiker, und Parlamentsvizepräsident
- Zvi Griliches (1930–1999), US-amerikanischer Ökonom
- Bruno Konrad (1930–2007), deutscher Maler, Grafiker und Hochschullehrer
- Vytautė Žilinskaitė (1930–2024), Satirikerin und Schriftstellerin
- Vytautas Barkauskas (1931–2020), Komponist
- George Maciunas (1931–1978), US-amerikanischer Künstler
- Alexander Shtromas (1931–1999), US-amerikanischer Jurist und Politikwissenschaftler
- Arūnas Žebriūnas (1931–2013), Filmregisseur und Drehbuchautor
- Vytautas Landsbergis (* 1932), Politiker
- Vytautas Sakalauskas (1933–2001), Politiker; Vorsitzender des Ministerrates der Litauischen SSR von 1985 bis 1990
- Rimgaudas Abraitis (* 1934), Energiewirtschaftler
- Sidney Shachnow (1934–2018), Generalmajor der United States Army
- Juozas Gediminas Baranauskas (1935–2021), Politiker
- Peter von Krockow (1935–2018), deutscher Fechter und Arzt
- Ignacas Stasys Uždavinys (1935–2023), Mathematiker und Politiker
- Audrys Bačkis (* 1937), Kardinal der römisch-katholischen Kirche
- Judita Vaičiūnaitė (1937–2001), Schriftstellerin
- Walter Bernhardt (* 1940), deutscher Politikwissenschafter und Akademieleiter
- Kaz Garas (* 1940), US-amerikanischer Schauspieler und Filmproduzent
- Władysław Komar (1940–1998), polnischer Leichtathlet
- Victor Palciauskas (* 1941), Schachspieler
- Jonas Boruta (1944–2022), Ordensgeistlicher und römisch-katholischer Bischof
- Arthur Gustav Hermann (* 1944), deutsch-litauischer Autor, Herausgeber und Historiker
- Jadvyga Putinienė (* 1945), Speerwerferin
- Vytautas Janonis (* 1948), Architekt und Politiker

### 1951 bis 1960
- Arvydas Sekmokas (* 1951), Manager und Politiker
- Mindaugas Urbaitis (* 1952), Komponist
- Petras Baršauskas (* 1953), Ingenieur, Professor und Rektor
- Juozas Bernatonis (* 1953), sozialdemokratischer Politiker und Diplomat
- Arvydas Garbaravičius (* 1953), Bürgermeister von Kaunas (2003–07)
- Arkadi Bachin (* 1956), russischer Armeegeneral
- Eduardas Vaitkus (* 1956), Arzt, Hämatologe, Professor und politischer Aktivist
- Rimas Kurtinaitis (* 1960), Basketballspieler und -trainer

### 1961 bis 1970
- Gintaras Beresnevičius (1961–2006), Schriftsteller
- Stasys Baranauskas (* 1962), Fußballspieler -trainer
- Jonas Vytautas Žukas (* 1962), General
- Loreta Anilionytė-Lozuraitienė (* 1963), Philosophin
- Robertas Tautkus (* 1963), Fußballspieler und -trainer
- Gintautas Umaras (* 1963), ehemaliger Radrennfahrer
- Arvydas Sabonis (* 1964), Basketball-Spieler (NBA)
- Valdas Ivanauskas (* 1966), Fußballtrainer und Spieler
- Renius Pleškys (* 1967), Politiker, Vizeminister der Verteidigung
- Vigilijus Jukna (* 1968), Zooingenieur, Hochschullehrer und Politiker
- Arūnas Gelūnas (* 1968), Philosoph, Maler, Grafiker sowie Diplomat und Politiker
- Mindaugas Umaras (* 1968), Radrennfahrer
- Valdas Rakutis (* 1969), Militärhistoriker, Politiker und Seimas-Mitglied
- Vigindas Petkevičius (* 1970), deutscher Handballspieler und -trainer
- Saulius Skvernelis (* 1970), Verwaltungsjurist und Politiker

### 1971 bis 1980
- Dainius Varnas (* 1971), Politiker
- Tomas Gulbinas (* 1972), liberaler Politiker (LRLS)
- Kęstutis Kėvalas (* 1972), römisch-katholischer Geistlicher, Erzbischof von Kaunas
- Antanas Guoga (* 1973), litauisch-australischer Pokerspieler, Unternehmer und Politiker
- Žydrūnas Ilgauskas (* 1975), Basketballspieler (NBA)
- Paulius Visockas (* 1975), Politiker, Vizebürgermeister der Rajongemeinde Kaunas
- Darius Labanauskas (* 1976), Dartprofi (PDC)
- Rasa Ragulskytė-Markovienė (* 1976), Richterin, Umweltrechtlerin
- Rūta Paškauskienė (* 1977), Tischtennisspielerin
- Laura Theiss (* 1977), deutsch-litauische Modedesignerin
- Ignas Dedura (* 1978), Fußballspieler
- Marius Sabaliauskas (* 1978), Radrennfahrer
- Giedrimas Jeglinskas (* 1979), Politiker
- Andrius Velička (* 1979), Fußballspieler
- Birutė Stellbrink (* 1980), Handballspielerin

### 1981 bis 1990
- Marius Stankevičius (* 1981), Fußballspieler
- Tomas Jarusevičius (* 1982), Politiker, Vizebürgermeister der Stadtgemeinde Kaunas
- Gintarė Scheidt (* 1982), Seglerin
- Daugirdas Šemiotas (* 1983), Boxer und Olympionike
- Kęstutis Navickas (* 1984), Badmintonspieler
- Aistė Gedvilienė (* 1985), Politikerin
- Erika Kliokmanaitė (* 1985), Beachvolleyball- und Volleyballspielerin
- Rasa Vaitkevičiūtė (* 1985), Politikerin
- Salomėja Zaksaitė (* 1985), Schachspielerin, Sport-Strafrechtlerin und Kriminologin
- Martynas Andriuškevičius (* 1986), Basketballspieler
- Agnė Kudarauskienė (* 1986), Politikerin, Vizeministerin für Bildung und Wissenschaft
- Markus Palionis (* 1987), Fußballspieler
- Povilas Babarskas (* 1988), Handballspieler und -trainer
- Andrius Palionis (* 1988), Politiker, Vizebürgermeister der Stadtgemeinde Kaunas
- Agnė Šerkšnienė (* 1988), Sprinterin
- Gediminas Petraitis (* 1989), US-amerikanischer Basketballschiedsrichter
- Edita Vilkevičiūtė (* 1989), Model
- Donatas Motiejūnas (* 1990), Basketballspieler (NBA)

### Ab 1991
- Aurimas Didžbalis (* 1991), Gewichtheber
- Andrius Gudžius (* 1991), Diskuswerfer
- Arnoldas Pikžirnis (* 1991), Politiker, Vizeminister für Energie
- Airinė Palšytė (* 1992), Hochspringerin
- Aurimas Adomavičius (* 1993), Ruderer
- Vytenė Vitkauskaitė (* 1993), Volleyballspielerin
- Ieva Zasimauskaitė (* 1993), Sängerin (ESC 2018)
- Karolis Žemaitis (* 1993), liberaler Politiker, Vizeminister, stellvertretender Wirtschaftsminister Litauens
- Gerdas Babarskas (* 1994), Handballspieler
- Saulė Bliuvaitė (* 1994), Filmregisseurin und Drehbuchautorin
- Eimantas Stanionis (* 1994), Boxsportler
- Urte Andriukaitytė (* 1996), Volleyballspielerin
- Tomas Laurušas (* 1996), Schachspieler
- Silvester Belt (* 1997), Sänger und Songschreiber
- Rūta Meilutytė (* 1997), Schwimmerin
- Patrikas Stankevičius (* 1999), Volleyball- und Beachvolleyballspieler
- Giedrius Valinčius (* 2000), Leichtathlet
- Rugilė Miklyčiūtė (* 2005), Stabhochspringerin

## Persönlichkeiten, die in Kaunas gewirkt haben
- Maironis, eigentlich Jonas Mačiulis (1862–1932), Nationaldichter und katholischer Theologe, Professor der Litauischen Universität
- Stasys Šimkus (1887–1943), Komponist; Kompositionsprofessor am Konservatorium und Dirigent an der Staatsoper von Kaunas
- Marija Gimbutas (1921–1994), litauisch-amerikanische Prähistorikerin, Studium u. a. in Kaunas, Ehrenpromotion durch die Vytautas-Magnus-Universität Kaunas
- Sigitas Tamkevičius SJ (* 1938), römisch-katholischer Ordensgeistlicher und emeritierter Erzbischof von Kaunas
- Wladimir Romanow (* 1947), russisch-litauischer Bankier